# Bitwa pod Turtucaią
Bitwa pod Turtucaia (dzis. Tutrakan) – bitwa stoczona w czasie I wojny światowej w dniach 2–6 września 1916 roku pomiędzy armią rumuńską a bułgarską.

## Przyczyny konfliktu
W sierpniu 1916, kiedy sytuacja państw centralnych na frontach I wojny światowej uległa gwałtownemu pogorszeniu, rząd rumuński zdecydował się przystąpić do wojny po stronie ententy i 27 sierpnia wypowiedział wojnę Austro-Węgrom. Trzy armie rumuńskie uderzyły na Siedmiogród i nie napotykając większego oporu, dotarły do rzeki Mureș. W sierpniu do wojny przeciwko Rumunii przystąpiły Niemcy, a 1 września 1916 Bułgaria. Wojna przeciwko Rumunii władze Bułgarii traktowały jako rewanż za II wojnę bałkańską. Już 2 września 1916 III armia bułgarska rozpoczęła atak na południową Dobrudżę.

## Miejsce bitwy
Naturalne walory obronne okolic miasta Turtucaia czyniły z niego idealne miejsce do obrony linii Dunaju. W tym miejscu nurt Dunaju ulega zwężeniu, a naprzeciwko miasta znajduje się ujście rzeki Argeș. Stare umocnienia rzymskie z czasów Dioklecjana rozbudowano w średniowieczu, a następnie w czasach osmańskich. W XIX w. w mieście stacjonował silny garnizon wojsk tureckich. W latach 1878–1913 miasto stanowiło część państwa bułgarskiego. Po II wojnie bałkańskiej, która zakończyła się klęską Bułgarii, cała południowa Dobrudża przeszła w ręce rumuńskie. Z pomocą inżynierów belgijskich w odległości 3 km od miasta Turtucaia budowano sieć umocnień i schronów. Główna linia obrony o szerokości 30 km składała się z 15 umocnionych punktów oporu i fortów, z których każdy mógł pomieścić 50–70 żołnierzy. Forty były odporne na ogień lekkiej artylerii i znajdowały się w odległości 1200–2200 m od siebie, co pozwalało na pokrycie przestrzeni między nimi ogniem karabinów maszynowych. Większość artylerii rozlokowano na głównej pozycji obronnej, ale część miała wspierać obrońców z wysp na Dunaju. Dodatkowe wsparcie dla oddziałów walczących na lądzie miały zapewniać niewielkie jednostki operujące na rzece.

## Siły stron
Obronę linii Dunaju i całej Dobrudży powierzono rumuńskiej 3 Armii, dowodzonej przez gen. Mihaila Aslana. W rejonie Turtucaia stacjonowały jednostki 17 Dywizji Piechoty (dow. gen. Constantin Teodorescu). W przededniu bitwy dysponował on czterema pułkami piechoty, kompanią straży granicznej, szwadronem kawalerii, czterema batalionami milicji i jedną kompanią pionierów. Arsenał rumuńskiej dywizji stanowiło m.in. 66 sztuk broni maszynowej oraz 157 dział różnego kalibru – w większości przestarzałych i o niewielkiej szybkostrzelności.
Do działań w rejonie Dunaju strona bułgarska skierowała 3 Armię gen. Stefana Toszewa. Do ataku na Turtucaia Toszew skierował lewe skrzydło swojej armii, złożone z 4 Presławskiej Dywizji Piechoty, 1 Brygady Piechoty z 1 Sofijskiej DP i mieszanego oddziału niemiecko-bułgarskiego (dow. gen. Kurt von Hammerstein-Equord). W skład tego ostatniego wchodził m.in. niemiecki batalion piechoty i dwie niemieckie baterie artylerii. Atakujący dysponowali 53 karabinami maszynowymi i 132 działami (w tym nowoczesnymi, szybkostrzelnymi niemieckimi haubicami).

## Przebieg bitwy
Pierwsze oddziały bułgarskiej 3 Armii przekroczyły granicę rumuńską 2 września i wkrótce dotarły do rumuńskich linii obronnych. Oddział mieszany (bułgarsko-niemiecki) zepchnął słabe rumuńskie oddziały działające na przedpolu i dotarł do wsi Turk Smil, gdzie został zatrzymany przez ostrzał artyleryjski z wysp na Dunaju. W tym czasie zaatakowały główne siły 4 Presławskiej DP, które zniosły rumuńskie posterunki i wdarły się na głębokość 2700 m w głąb pierwszej linii obrony. W jednym z sektorów siły bułgarskie nie napotkały żadnego oporu, ponieważ rumuński dowódca zdecydował się wycofać posterunki poza główną linię obrony. Do wieczora pierwszego dnia walk oddziały rumuńskie w całości oddały pierwszą linię ubezpieczeń, skupiając się na obronie linii głównej i stamtąd ostrzeliwując atakujących ogniem artylerii.
3 września oddział niemiecko-bułgarski podjął atak na strategiczne wzgórze 131, na zachód od wsi Staro Selo (kluczowy punkt zachodniego sektora obrony rumuńskiej). Napotkawszy silny opór, płk Kaufman zdecydował się podzielić podległe mu podddziały na trzy części. W południe atak utknął na linii zasieków, tam też polecono żołnierzom okopać się. Oddział, dowodzony przez płk. Drażkowa, próbował przełamać pozycje rumuńskie, ale poniósł ciężkie straty od ognia artylerii.
W tym czasie 4 Presławska DP zbliżyła się do głównej linii obronnej, spychając rumuńskie patrole i odpierając kilka kontrataków. Sytuacja oddziałów rumuńskich zaczęła się gwałtownie pogarszać, kiedy generał Teodorescu został zmuszony skierować ostatnie rezerwy na zagrożone odcinki głównej linii obronnej. Szczególnie kosztowny okazał się kontratak rumuński w rejonie wsi Koczmar i Kara Pelit, gdzie Rumuni stracili w walce z kawalerią bułgarską 654 zabitych i rannych oraz 700 wziętych do niewoli. 4 września oddziały rumuńskie ograniczyły swoją aktywność do minimum, czekając biernie na rozwój wypadków. W tym dniu jednostki bułgarskie zostały wzmocnione i przegrupowane, przygotowując się do głównego natarcia. W przededniu natarcia, w kluczowym II sektorze linii obrony przewaga bułgarska przekraczała 3:1.
Ostrzał artylerii bułgarskiej, który 5 września rano skierowano na główne forty rumuńskie, spowodował zniszczenie dwóch obiektów i opuszczenie ich przez załogi. Mimo ciężkich strat wśród atakujących do 13.00 oddziałom bułgarskim udało się opanować większość fortów, znajdujących się na głównej linii obrony. Większość oddziałów rumuńskich w obawie przed okrążeniem w panice opuszczała swoje pozycje. Do wieczora 5 września w rękach rumuńskich pozostał tylko jeden fort, osłaniany przez artylerię z wysp i jednostki floty dunajskiej. Próba zbudowania kolejnej linii obrony 6 września nie powiodła się i gen. Teodorescu nakazał odwrót.

## Straty

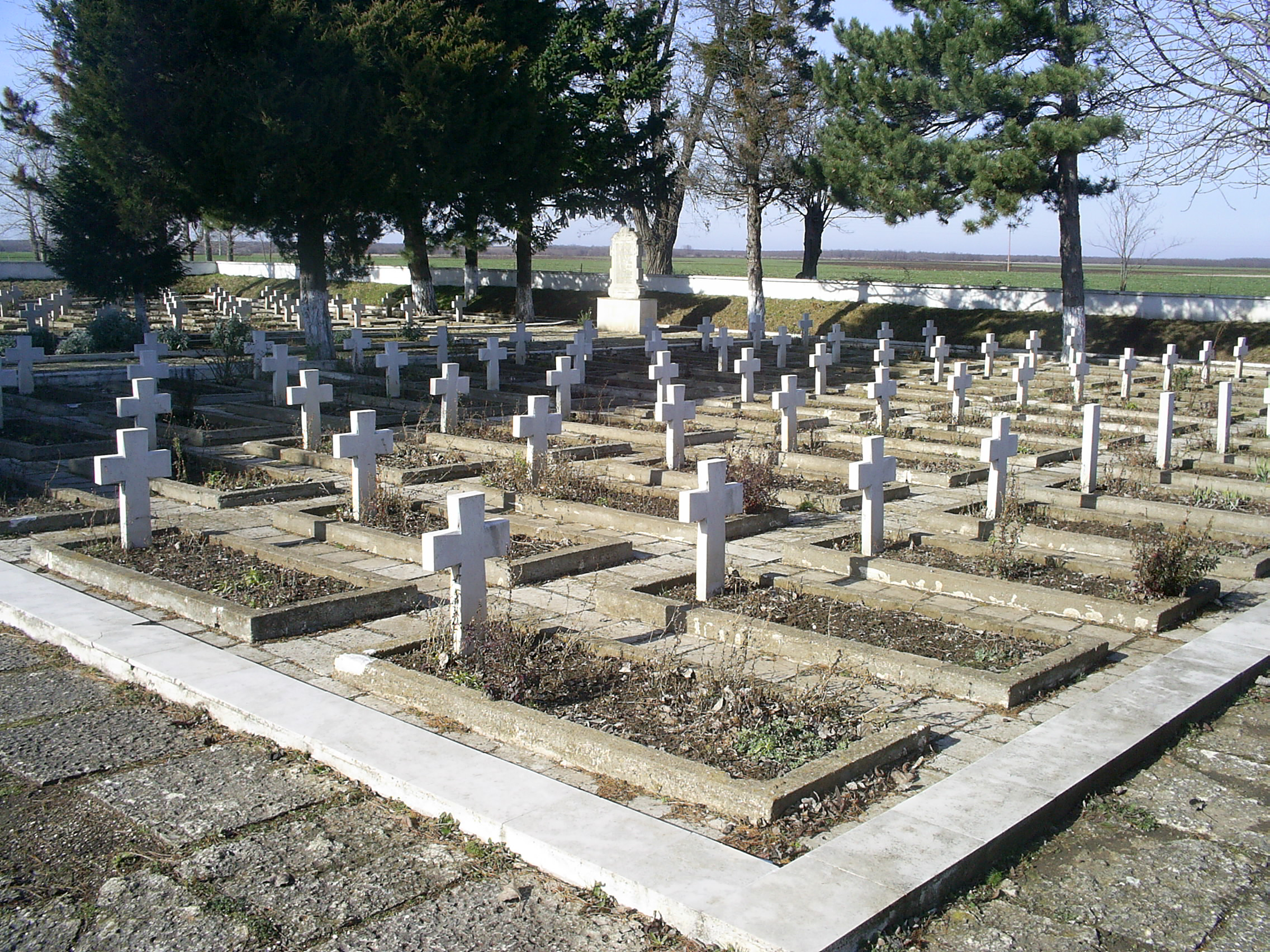
Cmentarz żołnierzy bułgarskich w Tutrakan

W czasie bitwy pod Turtucaia aż 34 tys. żołnierzy rumuńskich zginęło lub dostało się do niewoli. Zaledwie 4000 spośród nich podjęło udaną próbę przedostania się na drugą stronę Dunaju lub do Silistry. Bułgarzy zagarnęli całą artylerię garnizonu, a także dwie baterie bułgarskie, które pozostały w Turtucaia jako zdobycz z II wojny bałkańskiej. Straty rumuńskiego 79 pułku piechoty, który walczył na głównej linii obrony, były wyjątkowo wysokie – w walkach stracił ponad 76% żołnierzy (3576 zabitych i rannych).
Wysokie były także straty atakujących. W dniach 2–6 września Bułgarzy stracili 1517 zabitych, 7407 rannych i 247 zaginionych.